# Пінкас

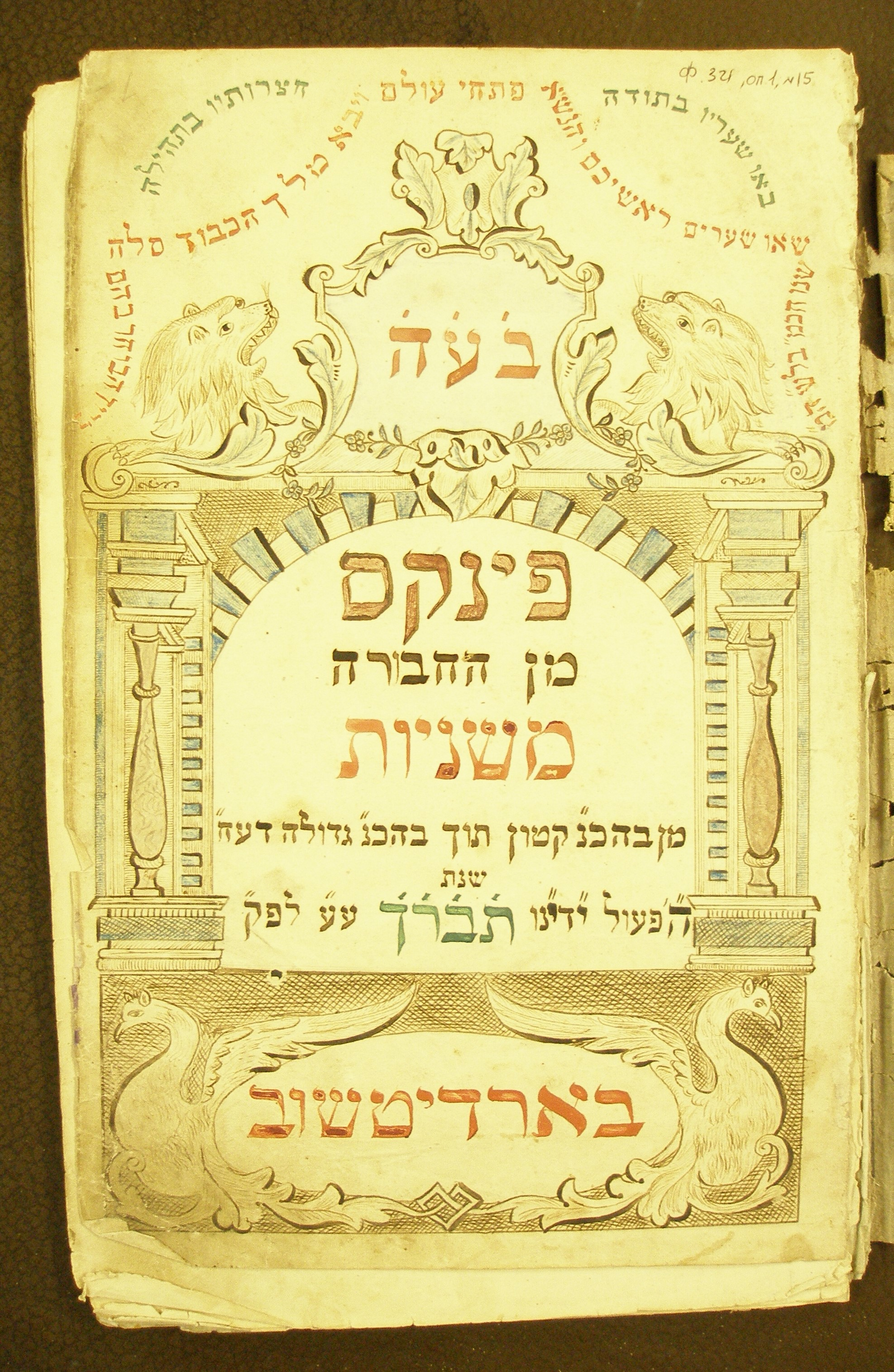
Титульний аркуш товариства вивчення Мішни, Бердичів, 1861-1887 рр., відділ фонду юдаїки Інституту рукопису Національної бібліотеки України ім. В. І. Вернадського.

Пінкас (івр. פִּנְקָס, їдш. פנקס [pinkos]\[pinkes], від грец. πίναξ «дошка для записів») – актова книга єврейської громади, що використовувалась для фіксування її адміністративних справ. 

## Історія
Перші вцілілі ашкеназські пінкасім, що були знайдені в Німеччині та Італії, датуються першою половиною XVI ст. Невідомо, чи існували пінкасім у Середньовіччі. Традиція ведення подібних актових книг, ймовірно, була перейнята євреями від оточуючих їх сусідніх суспільств та домодерних  держав, які в той період перебували на стадії зародження та побудови власної адміністративної системи . Пінкасім існували не лише у громадах, а також у веадім (наприклад, Литовський ваад , Моравський ваад), братствах, благодійних організаціях, ремісничих цехах, а також могли слугувати як реєстри торгових гільдій. Тобто, пінкасім могли бути як місцевими документами (пінкесей-медіна), так і професійними .  
Із появою та поширенням ідей Гаскали, одні з перших поборників цього руху використовували пінкасім як інструмент задля осміяння та критики укладу традиційної єврейської громади (напр., Перец Смоленськін «Поховання віслюка» ). Але, вже наприкінці XIX ст. відношення до пінкасім змінилось у зворотній бік – їх знову стали сприймати як цінне джерело для вивчення історії євреїв (напр. Шимон Дубнов у 1891 р. закликав східноєвропейських євреїв залучати пінкасім до написання історії євреїв ) .   
Наразі пінкасім досі посідають місце цінного джерела для вивчення історії євреїв, а після Голокосту концепт цих актових книг був переосмислений у єврейській діаспорі, що призвело до виникнення пінкасім вже як антологій та меморіальних книг про життя окремих єврейських громад до Катастрофи.
Ведення ашкеназських пінкасім тривало до другої половини XX століття . 

## Характеристика ашкеназських пінкасім
Пінкасім можуть мати досить строкатий зміст та структуру, але, зазвичай, основні теми, що подаються в багатьох актових книгах, такі: інформація про порядок внутрішніх виборів (обрання рабина та\або рошей-кегіла), постанови\регламент громади, правила вступу нових членів до громади, дисциплінарні стягнення\штрафи членів громади, інформація щодо внутрішніх податків громади, а також записи подій, які, з точки зору членів громади, були прикметними в її історії, та, відповідно, заслуговували на згадку на сторінках пінкасім (напр., інформація про пожежі, гоніння тощо). 
Структура ашкеназських пінкасім також не є однорідною, але, зазвичай, можна виокремити основні елементи: титульний аркуш, статут, постанови (івр. תַּקָּנוֹת) та списки членів громади. Їх порядок та наявність\відсутність додаткових розділів (напр. вступу (івр. הַקְדָּמָה «передмова») із благословенням та подякою Б-гу ) не є стандартизованими та можуть мати багато варіацій. Так само невпорядкованими можуть бути їх формат та розміри книжкового блоку. Трапляються також пінкасім із нелінійним хронологічним порядком. 
Більшість пінкасім не містять ілюстрацій та багатого декорування. В актових книгах єврейських громад їх можна знайти часто лише на титульному аркуші, або\та на декількох сторінках усього документу. 
Переважно пінкасім виготовлялись з паперу (хоча трапляються й папірусні) зі шкіряною або пергаментною палітуркою. 
Основними мовами ашкеназских пінкасім є іврит та їдиш, причому іврит може бути репрезентований на різних стадіях свого розвитку (біблійний, рабиністичний тощо), а їдиш може бути змішаним із мовою місцевого неєврейського населення. Окрім цього, пінкасім можуть містити записи вавилонською арамейською та окремі фрагменти мовою місцевого неєврейського населення .  
Зважаючи на те, що пінкасім були основними книгами єврейської громади, влада якої сприймалась традиційним єврейським суспільством, як та, що «заснована на святості» , в народі існували повір’я щодо чудодійних та магічних властивостей цих традиційних актових книг.